# Megascelus palmicola
Megascelus palmicola är en tvåvingeart som beskrevs av Artigas 1970. Megascelus palmicola ingår i släktet Megascelus och familjen Mydidae. Inga underarter finns listade i Catalogue of Life.